# Camponotus wedda
Camponotus wedda é uma espécie de inseto do gênero Camponotus, pertencente à família Formicidae.